# Proceso a un estudiante acusado de homicidio
Proceso a un estudiante acusado de homicidio es una película italiana dirigida en 1972 por Mauro Bolognini.
Tras Bubú de Montparnasse (1971), Mauro Bolognini se suma con esta película al cine de denuncia social o cine político italiano, tan frecuentado en las pantallas de los cines en los años 70.

## Sinopsis
En Roma, durante una manifestación de obreros y estudiantes, organizada por partidos de izquierdas, mueren un policía y un estudiante. El caso es asignado al juez de instrucción Aldo Sola, junto a dos comisarios. La policía asegura que el estudiante murió a manos de alguno de los manifestantes y que el policía fue asesinado por Massimo Trotti, un estudiante de arquitectura, el cual es encarcelado en prisión. 
A partir de aquí, Trotti ineludiblemente deberá de ser juzgado ante un tribunal. El verdadero culpable del asesinato es el hijo del juez, Fabio Sola. Fabio quiere impedir que su compañero sea juzgado y testifica en su favor, pero resulta inútil. Como último recurso Fabio se lo cuenta todo a su padre. El juez hace liberar a Trotti, presenta su dimisión y se deshace de las pruebas que incriminan a su hijo.